# Methona curvifascia
Espèce
Methona curvifascia est une espèce d'insectes lépidoptères (papillons) de la famille des Nymphalidae, de la sous-famille des Danainae et du genre Methona.

## Dénomination
Methona curvifascia a été décrit par Gustav Weymer en 1883.

## Description
Methona curvifascia est un papillon d'une envergure d'environ 82 mm, aux ailes transparentes à veines noires, bordure et séparations noires. Les ailes antérieures à bord interne concave sont beaucoup plus longues que les ailes postérieures.
Le revers de la costale des ailes postérieures présente deux lignes argentées caractéristiques. Une ligne de points blanc orne la bordure de l'apex des ailes antérieures et le bord externe des ailes postérieures.

## Écologie et distribution
Methona curvifascia est présent en Équateur, en Colombie et au Brésil.

### Protection
Pas de statut de protection particulier.